# إيكوسان
الإيكوسان  هو أحد الألكانات الهيدروكربونية، وله الصيغة البنائية C20H42.
الإيكوسان له بعض الاستخدامات في صناعة البتروكيماويات, حيث أن له نقطة وميض عالية وهذا لا يجعله صالحا كوقود.
ونظرا لعدم نشاطه الكيميائي, فإن إن-إسكوسان (متزامر (isomer ) السلسلة المستقيمة لإطوسان) جزء من مجموعة البارافينات, وهو أقصر المركبات التي تدخل في صناعة الشموع من حيث السلسلة الكربونية.
نظرا لحجم الإيكوسان, ولأنه غير نشط كيميائيا فإن استخلاصه من المركبات التي تشبهه يكون صعبا. 
وهو مركب عديم اللون, كثافته أقل من الماء, وتقريبا لا يتفاعل مع أي ذرة أو جزيء 
إلا لو تم حرقه, وهو لا يذوب في الماء لأنه جزيء غير قطبي أي أنه يمكن أن يكون رابطة هيدروجينية ضعيفة 
بين الجزيئات (كاره للماء/قوى فان دير فالس).

## وصلات خارجية
- شهادة بيانات أمان المواد – إيكوسان
- إيكوسان